# Science Park Skövde

Science Park Skövde, tidigare Gothia Science Park (GSP), är en forskningspark belägen i Skövde med närhet till Högskolan i Skövde.
År 2009 erhöll GSP European Enterprise Award från Europeiska unionen för sitt framgångsrika stöd till sina entreprenörsföretag.

## Historia

### Starten
Allt började 1998 med en affärsidé. Det fanns behov av att bidra till förändring av näringslivet i regionen. Under 1999 bedrev bolaget inkubatorverksamhet i lokaler som tillhörde Högskolan. År 2000 startade centret sin första science park- och inkubatorbyggnad, som fick namnet Gothia Science Park. Då började bolaget också att rekrytera egen personal.

### Syftet
Redan från början hade Science Park Skövde som mål att redan från början dels att kunna skapa möjligheter för studenter och forskare att starta företag som baseradedes på deras kunskap och kompetens, dels att ge möjligheter för företag att anställa studenter och få igång samverkan med Högskolan i Skövde.
Science Park Skövde är en av de inkubatorer som har blivit vald att medverka i det svenska nationella inkubatorprogrammet sedan programmets start 2003.
Science Park Skövde har sedan sin tillkomst haft som sin huvudstrategi att bygga en hållbar innovationsmiljö som har baserats på framgångsrika företag. När företagen har utvecklats och nya företag har startats har Parken vuxit och nya lokaler och fastigheter har tillkommit. Vid sju tillfällen mellan åren 2001 och 2019 har verksamheten vuxit. Pergolan, som var det senaste tillskottet i Parken, invigdes i början av juni 2019.

### Namnändring
2019 ändrades namnet från Gothia Science Park till att heta Science Park Skövde. En ny logotyp lanserades också.

### Parkens tillväxt
Från början hade Science Park Skövde ett kontor och en person anställd. Nu finns det åtta fastigheter i parken, och i dessa finns ett 100-tal företag med totalt närmare 1100 medarbetare.